# Sylphornithidae
Famille
Les Sylphornithidae forment une famille fossile d'oiseaux, placée à la racine de l'ordre des Piciformes.

## Distribution stratigraphique
Les espèces de ce genre sont datées de l'Éocène supérieur.

### Fossiles
Selon Paleobiology Database en 2025, cette famille des Sylphornithidae a une collection référencée de fossiles. Cette collection est de l'Oligocène inférieur, c'est-à-dire date de 33,9 à 27,3 Ma avant notre ère.

## Taxinomie
Cécile Mourer-Chauviré décrit la famille en 1988 pour y placer le genre Sylphornis. En 2002, Gerald Mayr propose de placer l'espèce Palaegithalus cuvieri, décrite des gypses de Montmartre, dans la famille des Sylphornithidae. Cependant, le mauvais état de préservation du crâne de ce dernier fossile ne permet pas une assignation définitive, et le fossile pourrait également appartenir aux Zygodactylidae, de petits oiseaux aux tarso-métatarses longs et fins et aux longs orteils. La famille inclurait donc les taxons suivants :
- † Sylphornis Mourer-Chauviré, 1988
  - † Sylphornis bretouensis Mourer-Chauviré, 1988
- † Palaegithalus Milne-Edwards, 1871
  - † Palaegithalus cuvieri Gervais, 1852

### Publication originale
- [1988] Cécile Mourer-Chauviré, « Le gisement du Bretou (Phosphorites du Quercy, Tarn-et-Garonne, France) et sa faune de vertébrés de l'Eocène supérieur. II. Oiseaux », Palaeontographica, a, vol. 205,‎ janvier 1988, p. 29-50.